# Selección femenina de hockey sobre hierba de China Taipéi
La selección femenina de hockey hierba de China Taipéi es el equipo formado por jugadoras de nacionalidad taiwanesa, que representa a Taiwán a través de la Asociación de Hockey de China Taipéi que la dirige, en las competiciones internacionales organizadas por la AHF y FIH.

## Participaciones

### Juegos asiáticos
- 2006 - 6°
- 2018 - 8°

### Copa Asiática
- 2007 - 7°
- 2009 - 9°
- 2013 - 7°

### Campeonato Asiático de Balonmano
- 1997 - 5°
- 2012 -
- 2016 -